# Katarzyna Korniaktówna
Katarzyna Korniaktówna (zm. zap. 1635) – córka pochodzącego z Krety nobilitowanego lwowskiego mieszczanina Konstantego Korniakta i Anny z Dzieduszyckich.

## Życiorys
W 1608 roku Katarzyna została żoną wojewody trockiego Aleksandra Chodkiewicza. Z ich związku narodził się (zmarły w młodości) syn oraz córka Eufrozyna, późniejsza żona rotmistrza Prokopa Sieniawskiego. W 1626 roku Chodkiewiczowa owdowiała i jeszcze przed 1628 rokiem wyszła ponownie za mąż za księcia Konstantego Wiśniowieckiego. Do rodu Wiśniowieckich wniosła majątek Mysz, którą najprawdopodobniej zapisał Katarzynie jej pierwszy mąż. Małżeństwo Wiśniowieckich było bezpotomne, jednak Katarzyna opiekowała się dziećmi Konstantego z poprzedniego małżeństwa. W 1633 roku wraz z mężem otrzymała konsens na wykupienie starostwa kamioneckiego od rodziny Opalińskich - jest to ostatnia wzmianka o Katarzynie pochodząca z okresu jej życia.